# آتول کولکارنی
آتول کولکارنی (انگلیسی: Atul Kulkarni؛ زادهٔ ۱۰ سپتامبر ۱۹۶۵) هنرپیشه اهل هند است.
از فیلم‌ها یا برنامه‌های تلویزیونی که وی در آن نقش داشته‌است می‌توان به هی رام، صفحه ۳، زعفرانی رنگش کن، کدی، پنجه، احساس، رئیس، همت، جنگلی، خانه، قدرت، آغاز، شرکت، زندان، راز، آن روزها، یک پنج‌شنبه، همسفر، بی‌سواد، خدا را شکر و مانیکارنیکا: ملکه جانسی اشاره کرد.
وی همچنین برندهٔ جوایزی همچون جایزه ملی فیلم بهترین بازیگر نقش مکمل مرد در سال ۱۹۹۹ و ۲۰۰۱ شده‌است.